# Sumberagung (Godong)
Sumberagung is een bestuurslaag in het regentschap Grobogan van de provincie Midden-Java, Indonesië. Sumberagung telt 1636 inwoners (volkstelling 2010).